# Polygala ardisioides
Polygala ardisioides är en jungfrulinsväxtart som beskrevs av William Grant Craib. Polygala ardisioides ingår i släktet jungfrulinssläktet, och familjen jungfrulinsväxter. Inga underarter finns listade i Catalogue of Life.